# Liang Xiaomu
Liang Xiaomu (chinesisch 梁小牧; * 1943) ist eine chinesische Badmintonspielerin.

## Karriere
Liang Xiaomu gewann 1963 den chinesischen nationalen Titel sowohl im Dameneinzel als auch im Damendoppel. China, zu dieser Zeit im Badminton international noch in der selbstgewählten Isolation, unternahm in den 1960ern erste zaghafte Versuche, den sportlichen Wettstreit mit dem Ausland zu forcieren. So kam es 1963 auch zu einem Ländervergleich mit Indonesien, wobei Liang Xiaomu die amtierende Asienspielesiegerin Minarni besiegte und schon in dieser Zeit das Potential des chinesischen Badmintonsports andeuten konnte.